# Залізничне гальмо

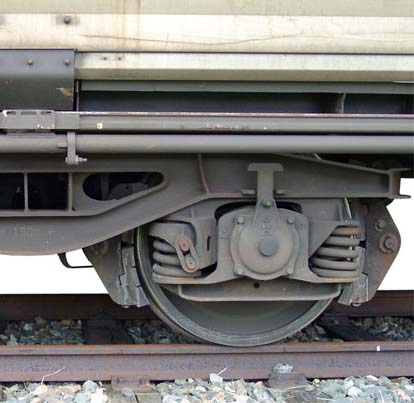
Гальмові колодки на колесі залізничного транспортного засобу

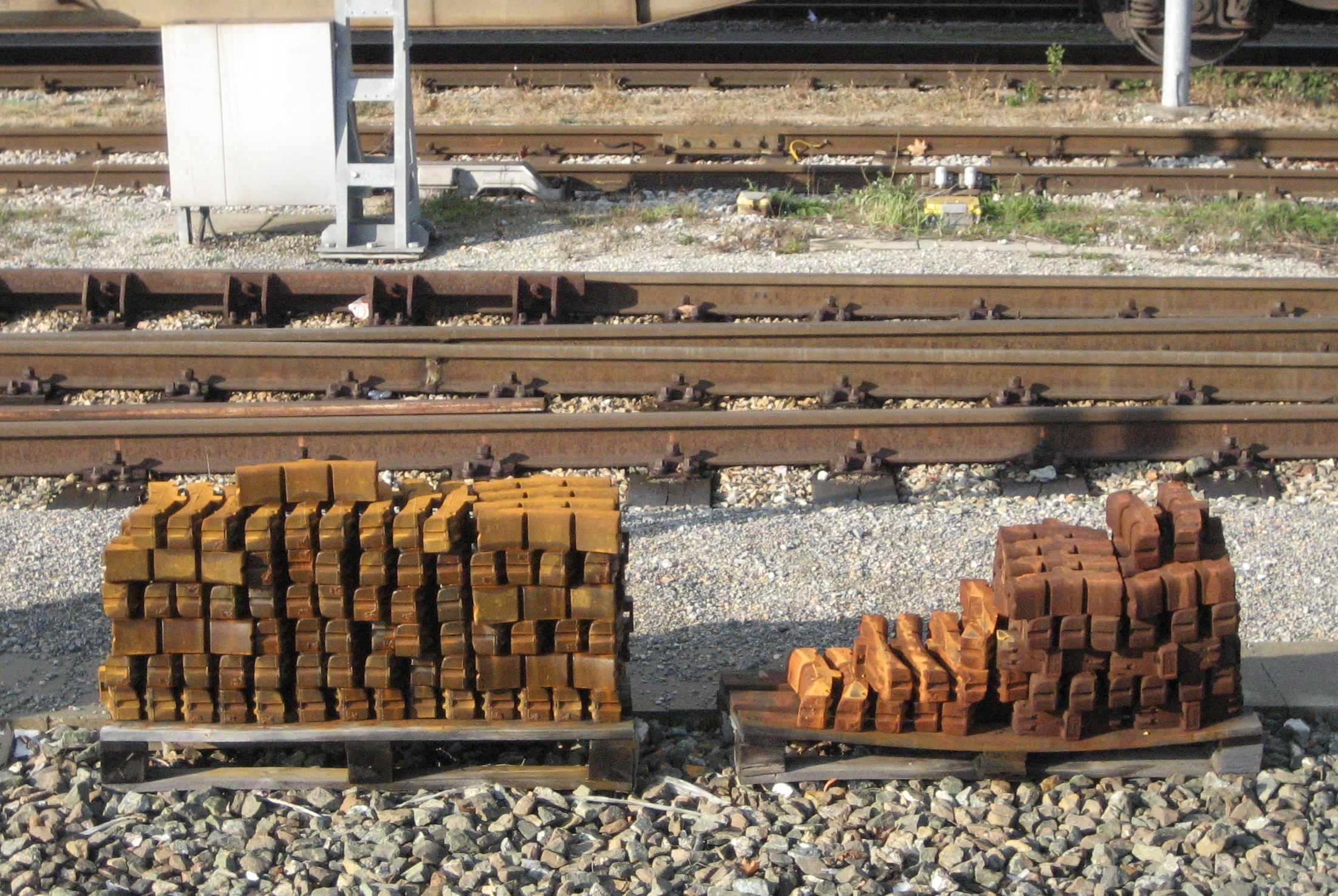
Гальмові колодки

Залізничне гальмо —це пристрій, що дозволяє створити штучний опір руху з метою регулювання швидкості або повної зупинки поїзда.

## Види гальм
- По реакції на обрив керуючого каналу:
  - автоматичні — спрацьовують на гальмування при розриві поїзда і зупиняють всі його частини без участі машиніста;
  - неавтоматичні — при розриві поїзда не спрацьовують на гальмування, а в загальмованому стані роблять відпуск.
- За способом створення гальмівного ефекту:
  - фрикційні — використовують силу тертя;
  - електричні — перетворюють механічну енергію потяга в електричну, яка повертається в контактну мережу або перетворюється в теплову енергію і розсіюється.
- За способом поповнення витоку в гальмових циліндрах і запасних резервуарах:
  - прямодіючі (невичерпні) — поповнюють витік на кожній одиниці рухомого складу з головного резервуара локомотива;
  - непрямодіючі (вичерпні) — зниження тиску в запасних резервуарах і гальмових циліндрах не компенсується.
- За характером дії:
  - нежорсткі — працюють з будь-якого зарядного тиску, не реагують на повільне зниження тиску в гальмовій магістралі (темп м'якості), виконують повний відпуск при невеликому підвищенні тиску в гальмовій магістралі (на 0,02-0,03 МПа);
  - напівжорсткі — працюють з будь-якого зарядного тиску, не реагують на зниження тиску в гальмовій магістралі темпом м'якості, виконують ступінчастий відпуск, при якому кожній величині підвищення тиску в гальмовій магістралі відповідає певна величина зниження тиску в гальмових циліндрах;
  - жорсткі гальма — налаштовуються на певний тиск в гальмовій магістралі і при його зміні в будь-якому темпі встановлюють відповідний тиск в гальмових циліндрах.
- По темпу зміни тиску в гальмових циліндрах:
  - повільнодіючі вантажні;
  - швидкодіючі пасажирські.

### Електричне гальмо
На електропоїздах, електровозах, а також тепловозах з електричною передачею крім пневматичних гальм використовують і електричні, які перетворюють механічну енергію потягу в електричну. У цьому випадку використовують оборотність електродвигуна, тобто його можливість роботи генератором. Отримана електроенергія або перетвориться в теплову в реостатах (реостатне гальмування), або повертається в контактну мережу за допомогою (рекуперативного гальмування), також можливе їх поєднання (рекуперативного-реостатного гальмування). Рекуперативне гальмування дозволяє підвищити ККД електричної тяги за рахунок повернення частини електроенергії, реостатне ж забезпечує повну автономність від зовнішніх джерел, що дозволяє використовувати його на тепловозах. Рекуперативним гальмуванням обладнані електровози ВЛ8, ВЛ10, ВЛ80р, ВЛ85, ЕП10, ЕП1м. Реостатним гальмом обладнаний тепловоз ТЕП70, електропоїзди ЕР9Т, ЕР200, електровозиВЛ80з, ЧС2т, ЧС4т, ЧС8, ЧС7, ЧС200, а також трамвайні вагони та вагони метрополітену і всі високошвидкісні поїзди. Рекуперативно-реостатним гальмом обладнані електропоїзди ЕР2Р, ЕР2Т, ЕТ2.